# حزقيال غوزمان
حزقيال غوزمان (بالألمانية: Juan Guzmán؛ بالإسبانية: Juan Guzmán) هو مصور حربي ‏ ومصور مكسيكي وألماني، ولد في 28 أكتوبر 1911 في كولونيا في ألمانيا، وتوفي في 1983 في مدينة مكسيكو في المكسيك.